# Andrew Gaffney
Francis Andrew "Drew" Gaffney (Carlsbad, 9 juni 1946) is een Amerikaans voormalig ruimtevaarder. Gaffney zijn eerste en enige ruimtevlucht was STS-40 met de spaceshuttle Columbia en vond plaats op 5 juni 1991. Tijdens de missie werden er verschillende experimenten gedaan in de Spacelab module.
Gaffney werd in 1984 geselecteerd door NASA. In 1991 verliet hij NASA en ging hij als astronaut met pensioen.